# Onthophagus tigrinus
Onthophagus tigrinus là một loài bọ cánh cứng trong họ Bọ hung (Scarabaeidae).